# Sladový květ

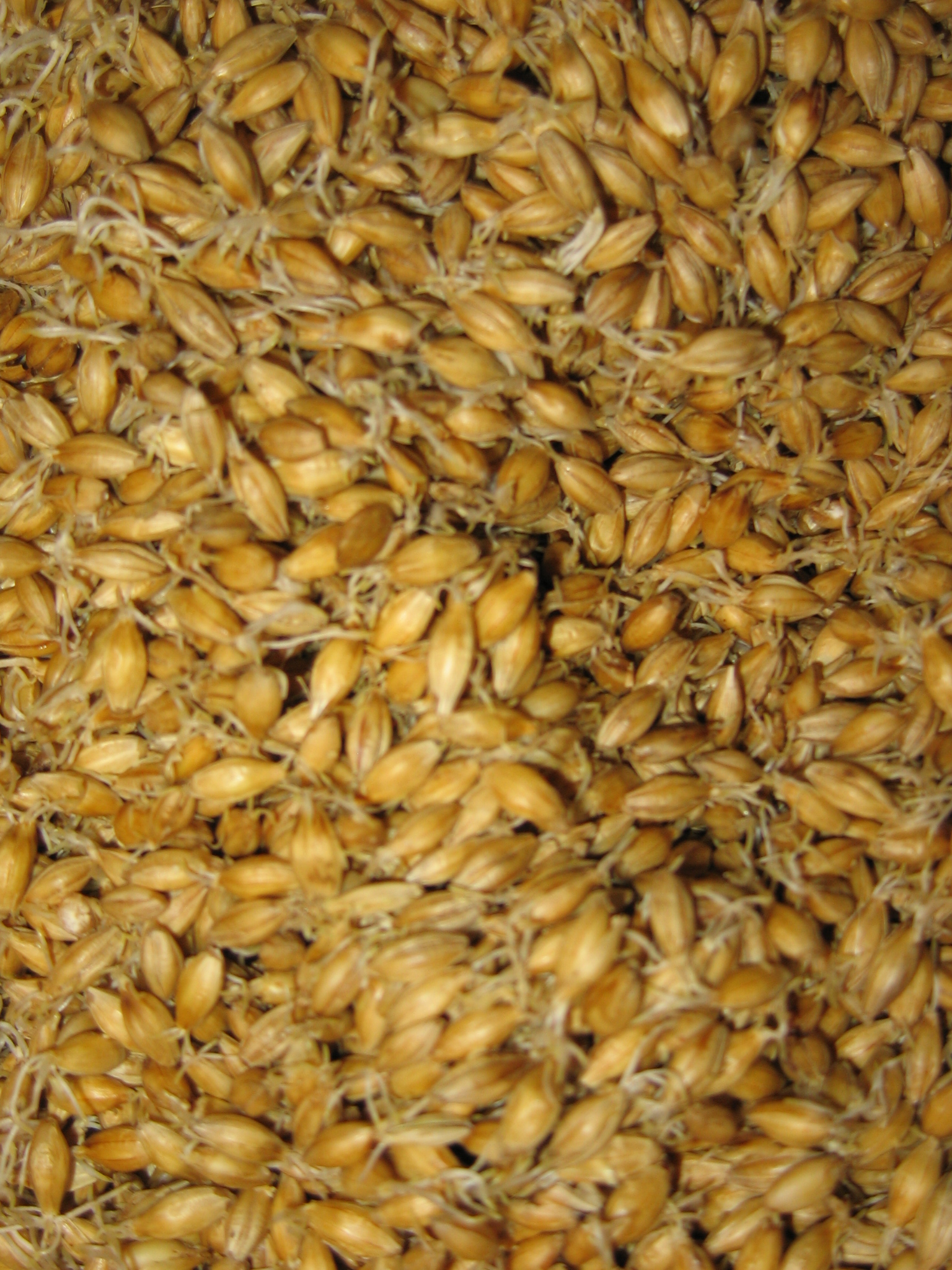
Naklíčený sladový ječmen

Sladový květ je odpad při výrobě pivního sladu, který se používá hlavně jako kvalitní krmivo pro hospodářská zvířata.

## Vznik sladového květu
Je podmíněn přípravou obilek surového sladového ječmene na produkt, z kterého již lze dále získat slad pro vaření piva.

### Naklíčení
Klíčení sladového ječmene je jednou ze základních podmínek pro vznik sladového květu. Při klíčení se suchá semena ječmene navlhčí a ve tmě se nechají klíčit. Cílem klíčení je aktivace enzymů v zrnu a docílení požadovaného rozluštění zrna při minimálních nákladech a únosných ztrátách. Zásobní látky, obsažené v suchém zrnu jsou při skladování a před zahájením sladovacího procesu ve vázané formě. Činností vlastních enzymů zrna aktivovaných vodou dojde k jejich odbourávání na rozpustné produkty.

### Hvozdění
Hvozděním se z naklíčeného sladového ječmene (ze zeleného sladu) odstraňuje vlhkost. Po naklíčení totiž není pro vysoký obsah vody skladovatelný, je nutno obsah vody snížit až pod 2 %. Tak se deaktivuji enzymy v zrnu a zastaví další životní projevy (klíčení) a nepokračuje luštění zrna. Na hvozdění (sušení) přicházejí naklíčená ječná zrna, která již mají klíček i kořínky. 

### Odkličování
Usušený slad se dále dochladí a odklíčí, tj. zbaví se kořínků a klíčků, kterým se souhrnně říká sladový květ. Odkličování se provádí v odsávané odkličovačce, kde jsou mechanicky odlamovány kořínky a klíčky ze zrn a společně s polámanými zrny a pluchami propadávají perforovaným pláštěm do spodní části, vznikající prach je odsáván. Odklíčený slad je vážen a dopravován na vyzrání do skladovacích sil.
Na 100 kg usušeného sladu připadá asi 5 kg sladového květu.

## Použití sladového květu

### Vlastnosti
Sladový květ je nejcennějším odpadem při zpracování sladu, jeho složení a vlastností do značné míry závisí na druhu sladovaného ječmene. Rychle přijímá vlhkost a proto se musí uchovávat v suchém a chladném prostředí, jinak se brzy kazí, plesniví a hnije. Ze sladoven se expeduje buď volně ložený, pytlovaný bez úpravy nebo granulovaný. Některé sladovny sladový květ melou, čímž dosáhnou nejen zvýšení objemové hmotnosti květu, ale i lepší skladovatelnosti.
Kromě vysokého obsahu bílkovin je sladový květ významný také obsahem minerálních látek, vitamínů a enzymů. Obsahuje vitaminy A1, A2, B1, B2, B6, kyselinu pantotenovou, nikotinovou, nikotinamid, biotin, inositol, kyselinu p-aminobenzoovou, kyselinu listovou, Lactobacillus cassei, rhizopterin a dále vitaminy C, D a E. Obsahuje  proteololytické a amylolytické enzymy. Dále v něm byly zjištěny i organické kyseliny: jablečná, asparagová, jantarová, octová, propionová, citrónová a vyšší mastné kyseliny, polyfenoly, cholesterin, olejovité látky, pryskyřice, vosky a cukry.

### Aplikace
Sladový květ je významným zdrojem dusíkatých látek (250 g/kg) a je vhodný zejména do krmných dávek pro skot. Mimo svůj obsah dusíkatých látek, působí aromaticky a zchutňuje krmné dávky. Vhodně se uplatňuje zejména ve směsných krmných dávkách (zvláště do směsí pro dojnice a pro mladá zvířata). Je dobře přijímán a podporuje příjem dalších krmiv. Má příznivé účinky na laktaci. Obsah sladového květu v krmivu nemá překročit 10 – 15 %, vyšší dávky způsobují hořknutí mléka. Opatrnost vyžaduje jeho podávání březím zvířatům. Přidává se také do siláže pro zlepšení její struktury i zvýšení výživností.
Vhodné je sladový květ dávat zkrmovat koním nemocným a koním v rekonvalescenci. Obsahuje ale proměnlivé množství hordeninu, substance, která je příbuzná s katecholaminem. V 1 kg sladového květu je ho obsaženo až 4 g. Dopingové kontroly při koňských dostizích jsou schopny v moči koně tuto látku zjistit.
Používá se také pro průmyslové zpracování v drožďárnách a k přípravě léčiv. Slouží ve formě teplých lokálních léčebných zábalů pro fyzickou i psychickou rekondici. V kosmetice se využívá jeho extraktu, bývá součásti pleťové vody.